# Merja

globale verspreiding van de Fins-Permische volkeren omstreeks 1000 AD
Tsjoeden
Wepsen
Komi
Merja
Mari
Mesjtsjera
Moeroma
Mordwienen

De Merja waren een Wolgaïsch volk dat in een gebied dat ruwweg overeenkwam met het huidige Gouden Ring of Zalesje-gebied van Rusland woonde, waaronder de hedendaagse oblasten Moskou, Jaroslavl, Kostroma, Ivanovo, en Vladimir.
Ze werden in de 6e eeuw door Jordanes kort vermeld als de Merens, en later in meer detail beschreven in de Nestorkroniek.
Volgens Sovjet-archeologen was de hoofdstad van de Merja Sarskoje gorodisjtsje, ten zuiden van Rostov in de buurt van het Neromeer.
Ze worden verondersteld vreedzaam te zijn geassimileerd door de Oost-Slaven nadat hun grondgebied in de 11e eeuw in het Kievse Rijk werd opgenomen.
Volgens sommigen waren de Merja de westelijke tak van de Mari: hun namen hebben in essentie dezelfde betekenis. In Russische bronnen worden de Mari echter Tsjeremissen genoemd, en nooit Merja.
Het Merjaans is uiterlijk in de 14e eeuw uitgestorven. Er zijn geen schriftelijke overleveringen van, en kan slechts bestudeerd worden aan de hand van toponiemen en hydroniemen. Traditioneel wordt ze tot de Wolgaïsche talen gerekend, al is ook gesuggereerd dat ze dichter bij de Oostzeefinse talen zou staan.
Sommige inwoners van enige rayons van de oblasten Kostroma en Jaroslavl zien zichzelf als hedendaagse Merja, hoewel ze bij de volkstellingen geregistreerd zijn als Russen. Ze hebben hun eigen vlag, wapen en volkslied, en onderhouden internetpagina's waar men zich bezighoudt met Fins-Oegrische samenwerking. De film Stille zielen (Овсянки: Ovsjanki, letterlijk: "Gorzen") uit 2010 beschrijft het leven van deze moderne Merja.